# Chapelle de Bonne-Nouvelle de Donges
Pour les articles homonymes, voir Bonne-Nouvelle.
La chapelle de Bonne-Nouvelle de Donges ou chapelle de Bonne-Nouvelle d'Assac est un lieu de culte catholique situé sur la commune de Donges, dans le département français de la Loire-Atlantique.

## Présentation

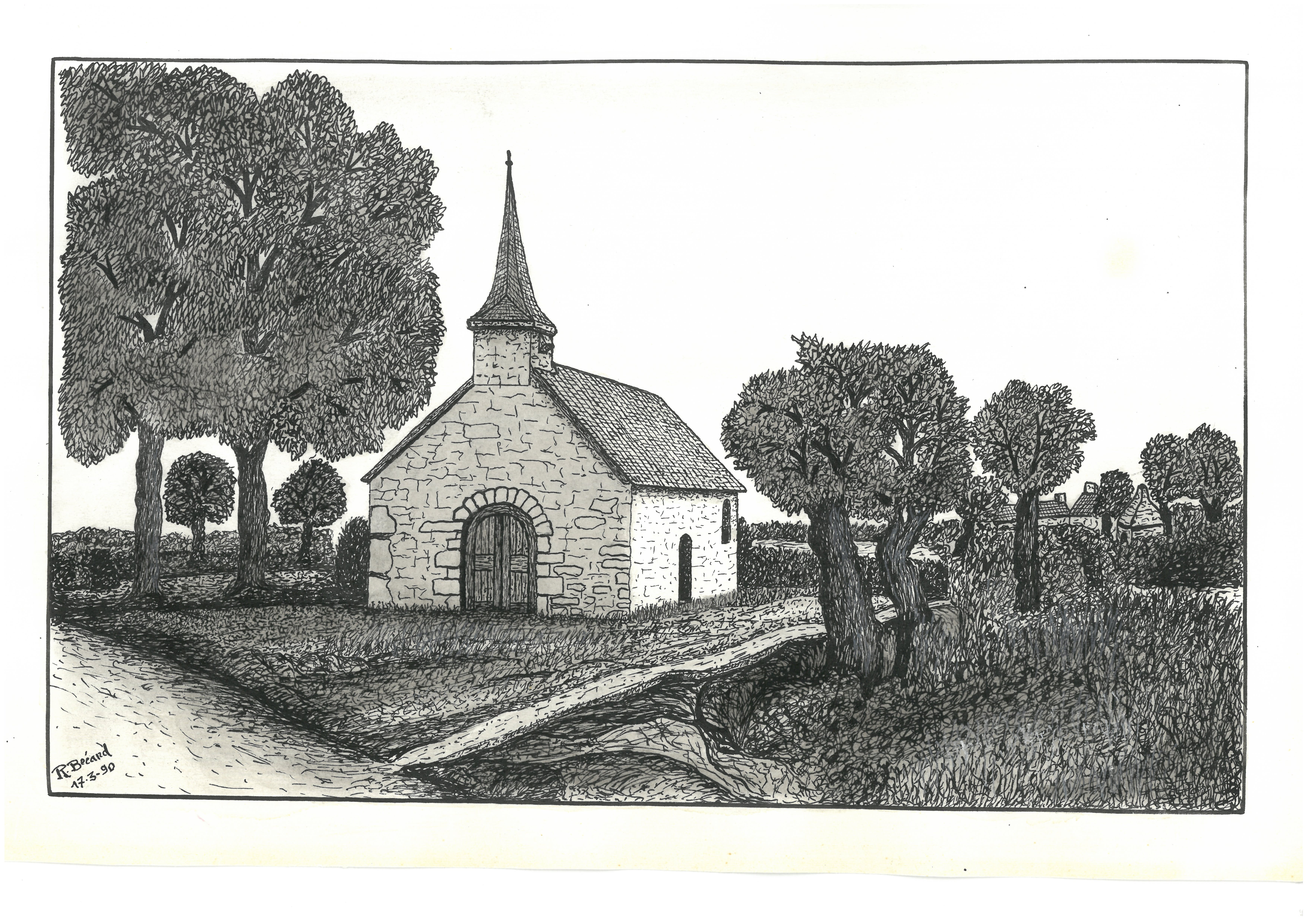
La chapelle de Bonne-Nouvelle en 1910. Dessin à l'encre de M. Raymond BÉCAND (1922 † 2008), d'après la carte postale sur l'épisode du « brigand » Enrici.

La chapelle est située sur l'ancienne île d'Assac, entourée par la Loire au sud, et des marais au nord, à l'est et à l'ouest. Jusqu'au dessèchement des marais de Donges au début du XIXe siècle, le site reste difficile d'accès, et ses habitants vivent à peu près en autarcie.
Deux des neuf frairies de la paroisse de Donges se situent à l'époque sur ladite île d'Assac :  Vieux-Pont et Martigné.
La chapelle est vouée à la « Bonne Nouvelle » depuis environ 1530. Ce vocable se rattache à l’Annonciation de la grande et bonne nouvelle que l’Ange du Seigneur annonça à Marie.
L'église Notre-Dame-de-Bonne-Nouvelle de Paris (dans le 2e arrondissement, près des grands boulevards) est construite en 1624 sous le même vocable de « Notre-Dame de Bonne-Nouvelle de l'Annonciation »(de Bono Nuntio)".
Deux chapelles ont préexisté à l'édifice actuel : la première date du Moyen-Age, l'autre du début du XVIe siècle.

### Historique

#### Fondation de la vicomté de Donges
Le vicomte de Nantes s'installe au milieu du XIe siècle au château de Donges, qui devient le siège d'une vicomté créée avant 1070, contrôlant la rive droite de l'estuaire de la Loire, depuis Cordemais jusqu'à Saint-Nazaire.
Dès cette époque, les moines bénédictins de l'abbaye de Marmoutier de Tours fondent  un prieuré Notre-Dame dans le bourg primitif de Donges, près de la motte féodale, siège du pouvoir vicomtal.
La paroisse, couvrant un territoire étendu, est subdivisée en neuf frairies, dont celle de Martigné. Martigné est également une seigneurie, la plus importante de la paroisse derrière la vicomté de Donges, dont le château-fort  a été abattu vers 1226 sur l'ordre du duc de Bretagne Conan III.

#### Première chapelle
Le seigneur de Martigné et le recteur (curé) de Donges, autorisé par sa hiérarchie, sont probablement à l'origine du financement de la chapelle primitive durant le Moyen Âge tardif.
Il s'agit d'une chapelle "frairiale", qui dessert les habitants de l'île d'Assac.
Le sanctuaire primitif se trouve en contrebas de la chapelle actuelle, en bas du chemin, où l'on voit les restes d'une ancienne maison.
Dans leurs aveux féodaux, les seigneurs de Martigné se déclarent les « fondateurs » de la chapelle, construite sur une terre relevant des « fief et juridiction de Martigné ». De plus, en 1714, ils ont dans la chapelle leur banc fermé, marqué de l'écusson de leur famille.
L'édifice finit par se dégrader avec le temps, et le chanoine Guillaume Juhel le fait reconstruire, sans doute entre 1500 et 1510.

#### Deuxième chapelle
La première mention écrite de la chapelle figure dans le testament de Guillaume Juhel, chanoine de la collégiale de Guérande, daté du 15 novembre 1511. Il y demande notamment la création d'une chapellenie dédiée à Notre-Dame de Pitié « en une chapelle que j'ai fait faire de nouveau à la Fosse au Jau en la paroisse de Donges en l'Île d'Assac près de la maison de mon père ».
Cette chapellenie doit être patronnée par ses neveux les Juhel, « héritiers masles » de Jean ou de Pierre Juhel, ou à défaut par ses neveux Alletz, issus de Pierre Alletz et de Jeanne Juhel.
Le chapelain doit être choisi dans la famille de Guillaume Juhel, « pourvu qu'il soit tonsuré espérant estre prestre », ou à défaut parmi les autres clercs tonsurés, « pourvu qu'il soit natif et baptisé sur les fonts de l'église de Donges et non d'ailleurs ».
Pour l'entretien de ce chapelain, Guillaume Juhel lègue de nombreux biens et immeubles, dont sa maison d'Assac près de la Fausse-au-Jaut, avec ses jardins, une autre maison d'ardoises avec ses jardins, sise au bourg de Donges, une troisième maison au bourg, « du côté de la rivière de Loire », et plusieurs pièces de terre.
Au XVIIe siècle, le droit de présenter le chapelain de Bonne-Nouvelle est transmis par héritage à la famille de l'Estourbeillon, qui possède les seigneuries du Bois-Joubert en Donges et de la Motte-Alleman en Montoir. Les chapelains vivent généralement sur l'île d'Assac.
Du XVIe siècle au XVIIIe siècle, les cérémonies rythmant la vie des habitants sont célébrées à l'église paroissiale, tandis que la chapelle sert majoritairement aux messes du chapelain. Durant plus de deux siècles, seuls quatorze mariages et enterrements y sont recensés, concernant majoritairement les familles des nobles ou des notables (Me Nicolas Jamet, seigneur de la Jallais, est inhumé dans la chapelle le 7 juin 1709. Son fils, également prénommé Nicolas, y est à son tour enterré le 24 février 1754). Un seul baptême y est célébré, le 21 février 1721, celui d'un nouveau-né abandonné à la porte de la chapelle, dont le chapelain se déclare le parrain. L'enfant décède le 7 février de cette même année.
Le 19 mars 1665, jour de la fête de Saint-Joseph, une cérémonie particulière se déroule en la chapelle de Bonne-Nouvelle pour la conversion d’un protestant à la religion catholique. Derrière une procession conduite par le recteur de Donges, M. Jean Julliot, se présente le dénommé François Guérin, originaire du Vigan dans les Cévennes, lequel déclare avoir été baptisé dans l'Église romaine, mais « malheureusement séduit et perverti par les sectateurs de la fausse hérésie de Calvin ».
Tous les ans, le troisième jour des rogations, les prêtres de la paroisse célèbrent à Bonne-Nouvelle la messe de station. Une tradition constante veut aussi que lorsque l’évêque de Nantes, en tournée de confirmation, vient à passer près de Bonne-Nouvelle, on y allume un feu de joie.
A la fin des années 1780, la chapelle très dégradée menace ruine.

#### Troisième et actuelle chapelle
Révolution Française
Les travaux de construction de la chapelle actuelle datent vraisemblablement d'avant le 2 novembre 1789, date du décret des biens du clergé mis à la disposition de la Nation. Étant donné le contexte anticlérical de la Révolution française, elle n'est bénite que le 6 novembre 1790.
Le dimanche 13 mars 1791, dans la chapelle de Bonne-Nouvelle, remplie de fidèles pour la première messe du matin, l'abbé François Vince, vicaire de Donges, prononce une homélie qualifiée d'« incendiaire » par les autorités. Hostile à la nouvelle Constitution civile du clergé, l'abbé Vince réaffirme son attachement à l'Église romaine, fondée sur l'autorité du pape, successeur des apôtres. Surtout, il met en garde les paroissiens : les sacrements (baptêmes, mariages) administrés par des prêtres qui auraient prêté serment à la constitution, seraient nuls et non avenus.
A l'issue de ce sermon, l'abbé Vince exhorte les fidèles à « suivre la loi ancienne, pas la nouvelle ». Quelques jours plus tard, il est arrêté sur l'ordre de Vincent Ménage, le procureur de la commune, et traduit en justice à Guérande.
Fin décembre 1793, après la bataille de Savenay, des rescapés de l'Armée Catholique et Royale sont rattrapés près de Bonne-Nouvelle, tués et enterrés le long de l'actuel chemin de la Fosse au Jau, passant entre la chapelle et la fontaine de dévotion. Depuis lors, ce chemin est dénommé « chemin des morts ».
Dans le cadre de la vente des biens nationaux, Maître Jean-Baptiste Ricaud, notaire à Montoir-de-Bretagne mandaté par l'administration départementale, réalise le 21 septembre 1798 un inventaire et une estimation de la chapelle. Le 22 décembre 1798, elle est rachetée par un cultivateur, Julien Juliot, au nom des habitants du quartier qui se sont cotisés. Un acte du 5 septembre 1800 énumère le nom des quatre-vingt copropriétaires en indivision. Ce statut indivis est encore d'actualité, et ce sont les descendants de ces copropriétaires qui possèdent l'édifice.
XIXe siècle

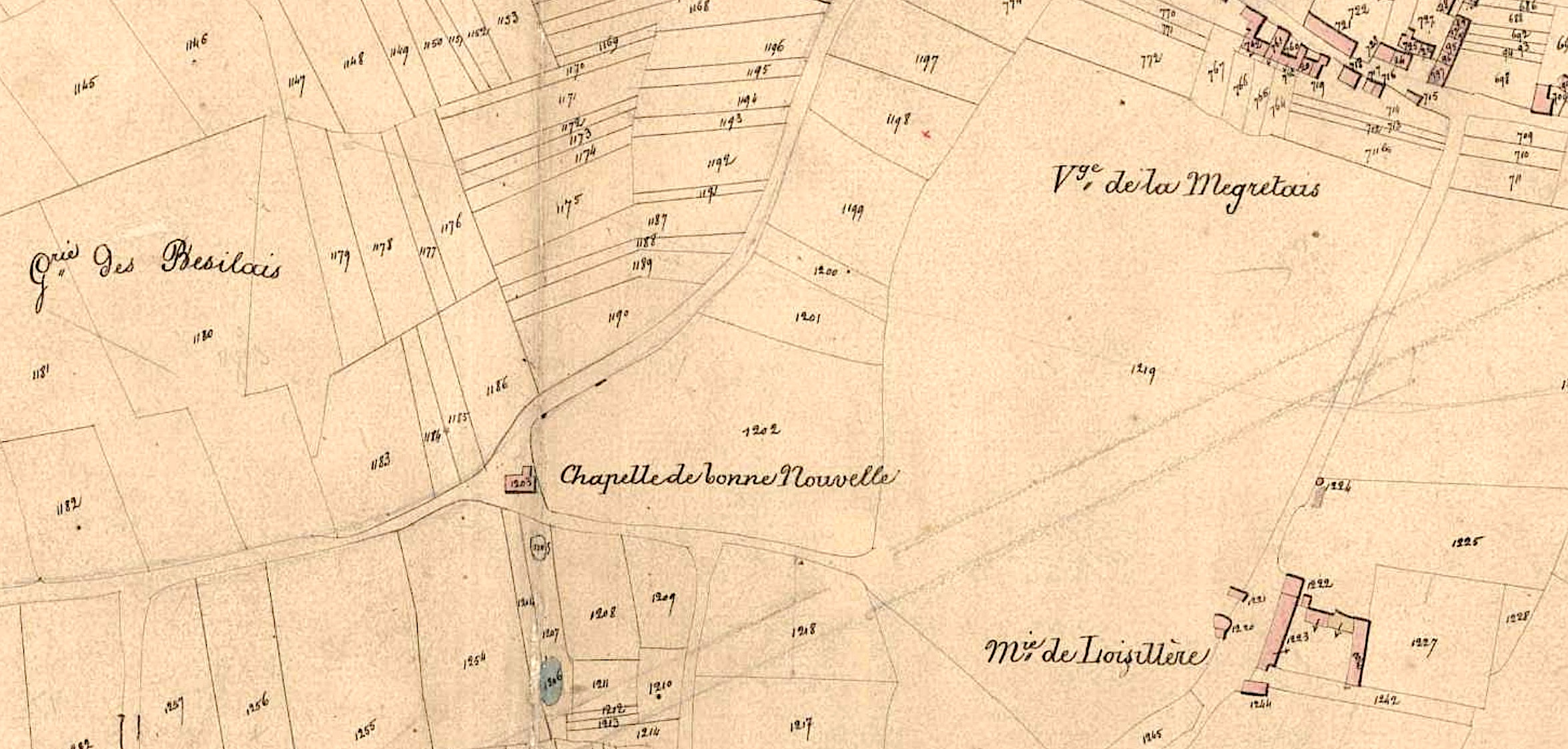
Extrait du plan cadastral de 1826 (Archives départementales de la Loire-Atlantique, Donges, Section G2).

Redevenue propriété indivise des habitants d’Assac, la chapelle de Bonne-Nouvelle est entretenue régulièrement durant tout le XIXe siècle. Des administrateurs sont désignés par les habitants pour collecter et gérer les fonds nécessaires à l'entretien du sanctuaire.
En 1817, Olivier Evein (1786 † 1841), et son épouse Françoise-Marie Gallet (1782 † 1841) font don à la chapelle d’un banc pour les chantres.
Propriété privée, la chapelle n'est pas concernée par la loi de séparation de l'Église et de l'État (loi du 9 décembre 1905).

## Architecture
La chapelle mesure 10,50 mètres de long sur 7,00 mètres de large.

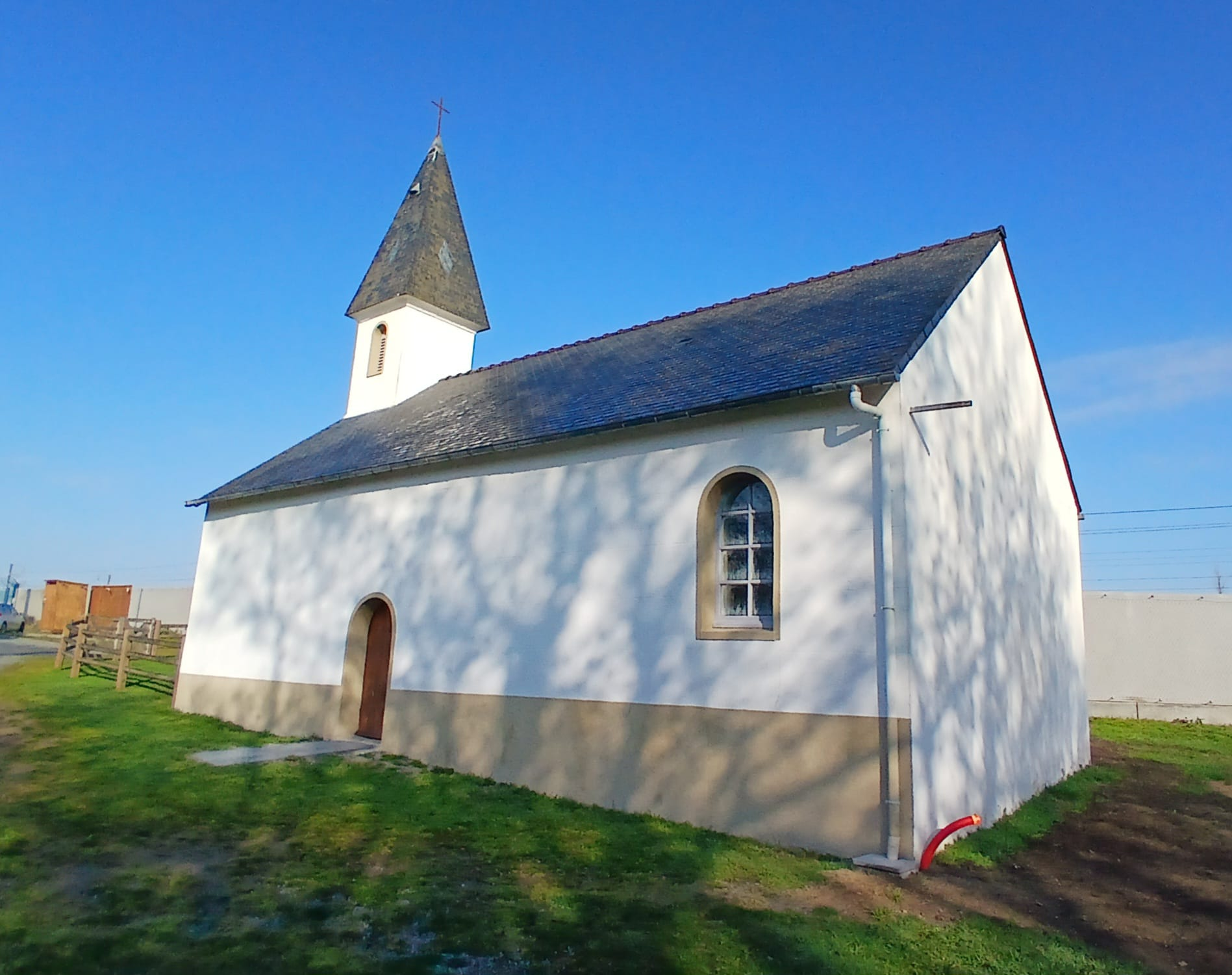
Vue latérale sud de la chapelle et son chevet à l'est. Le mur antibruit au nord de la parcelle marque la séparation avec la ligne de chemin de fer de Nantes à Saint-Nazaire, dévoyée à compter du 7 octobre 2022 pour contourner la raffinerie de Donges[11].
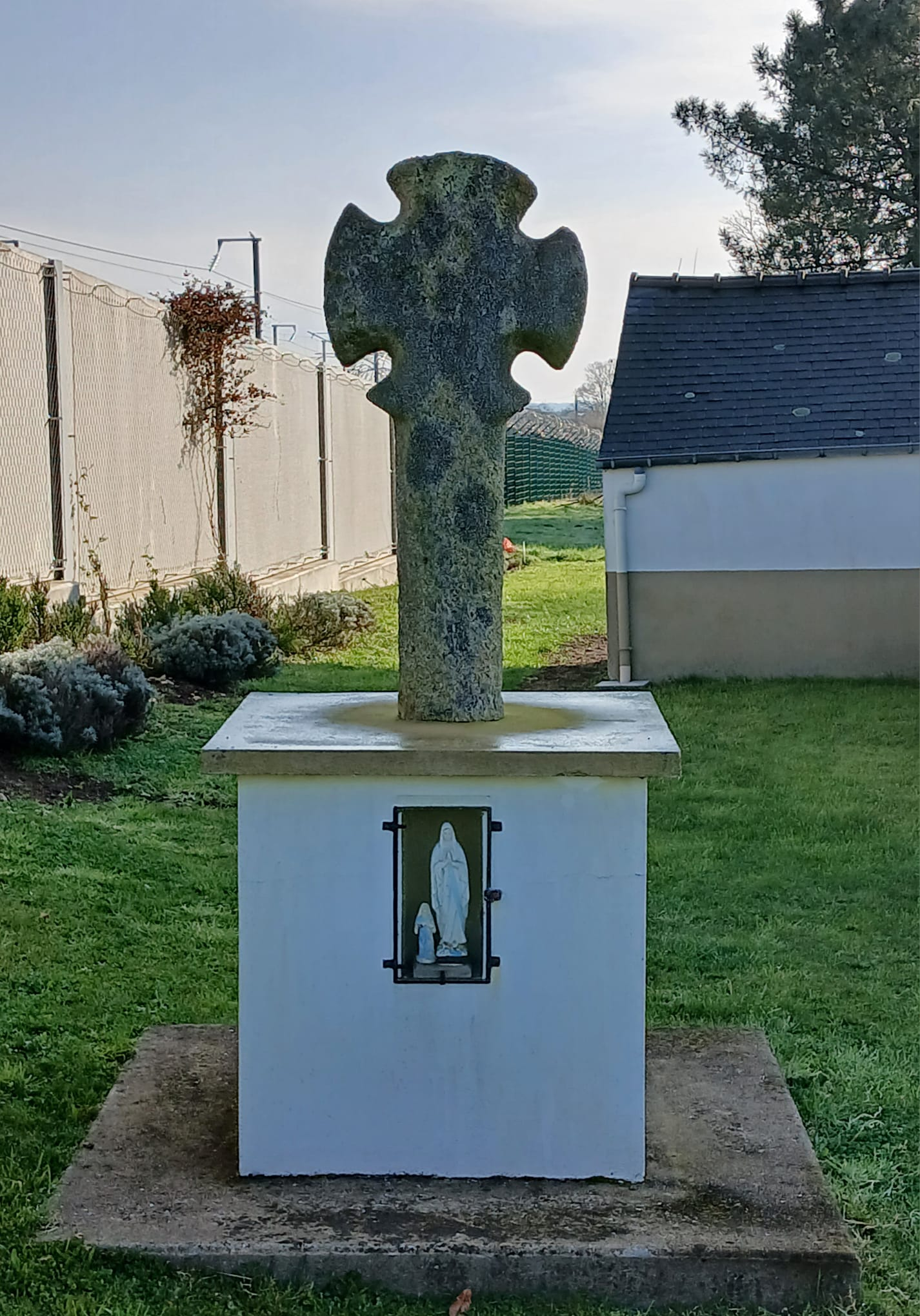
Croix de chemin des « Prauds », autrefois située au milieu d'un pré et déplacée dans l'enclos au début des années 1990 par les services municipaux. Vue partielle de la sacristie.

### Autel
Comme le suggère la représentation de la croix de Malte, l'autel a vraisemblablement été financé par la famille de l'Estourbeillon, en mémoire de l'un des siens, le Chevalier-Hospitalier Pierre-François, né à Donges en 1726, et décédé à l'âge de 22 ans à Antibes des suite de ses blessures, subies lors d'un combat naval avec les Turcs.

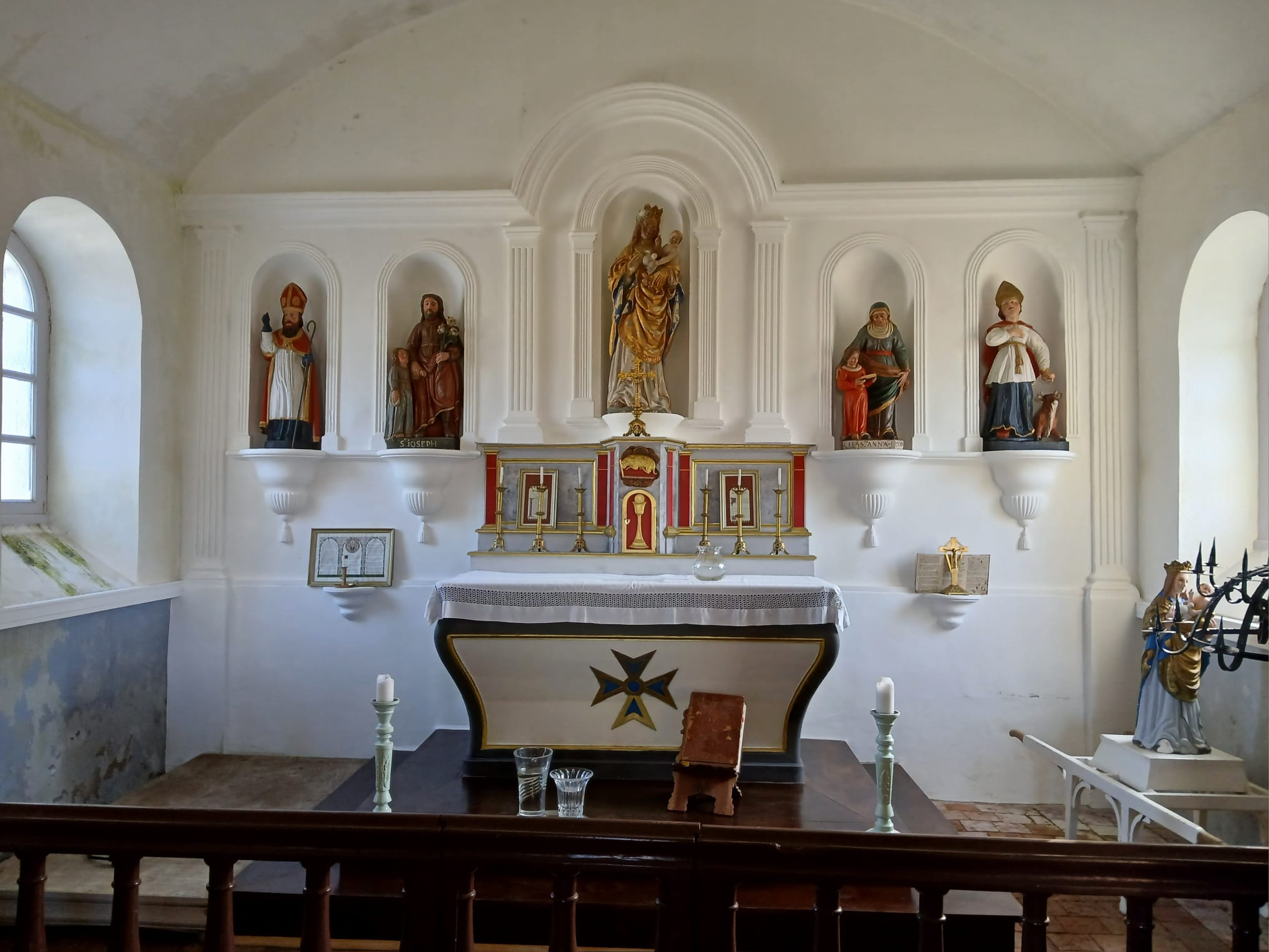
Autel marqué de la croix de Malte surmonté de cinq statues placées dans des niches.

### Statuaire
Les cinq statues principales sont exposées dans des niches aménagées au fond du chœur dès 1789. Datant du XVIIe siècle, elles représentent (de gauche à droite) :
- Clair de Nantes, premier évêque de Nantes ;
- Saint-Joseph et l'enfant Jésus ;
- Vierge à l'Enfant couronnée, placée au centre au-dessus du tabernacle et plus grande que les autres ;
- Sainte-Anne et l'enfant Marie ;
- Saint-Cornely, traditionnellement représenté avec un bœuf[12].

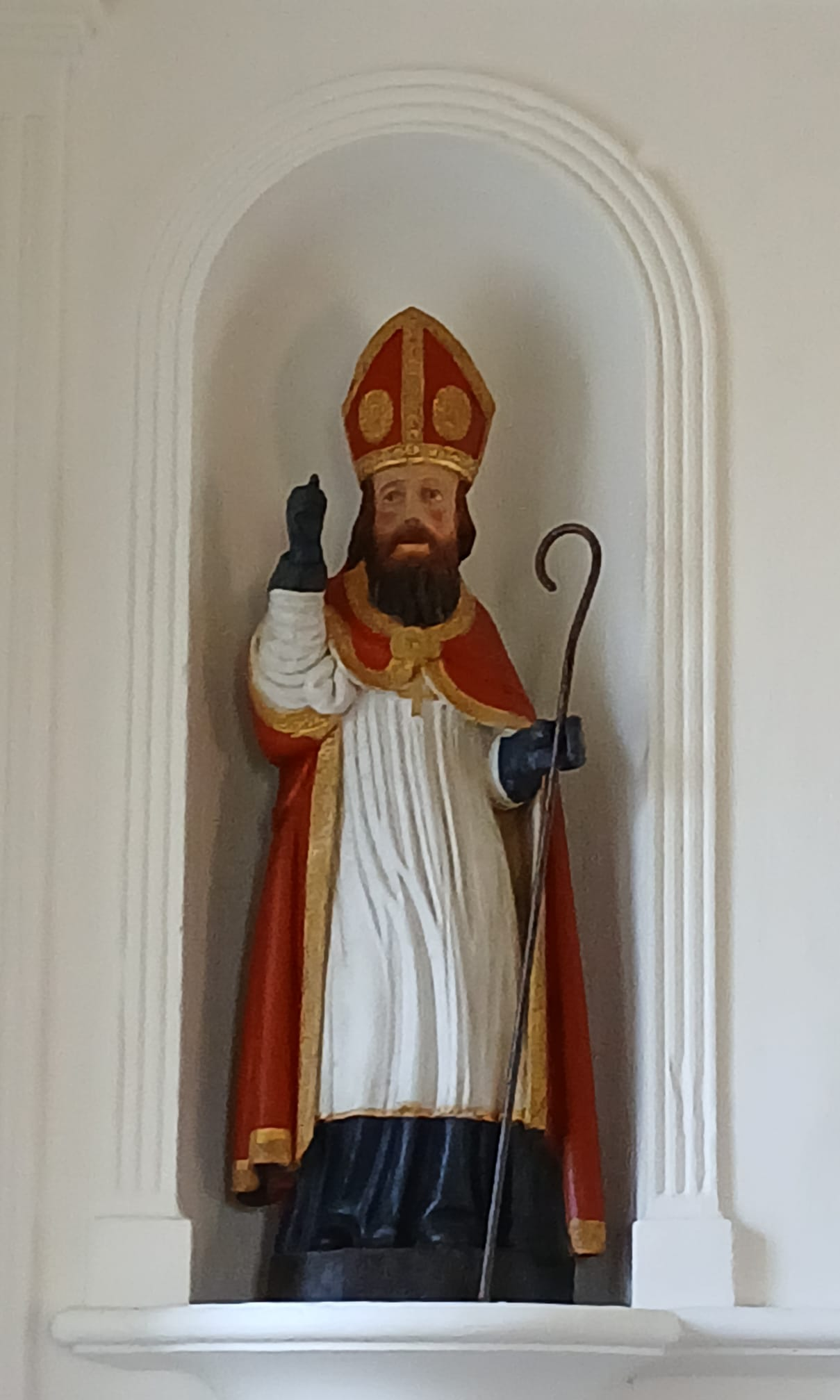
Saint Clair, premier évêque de Nantes.
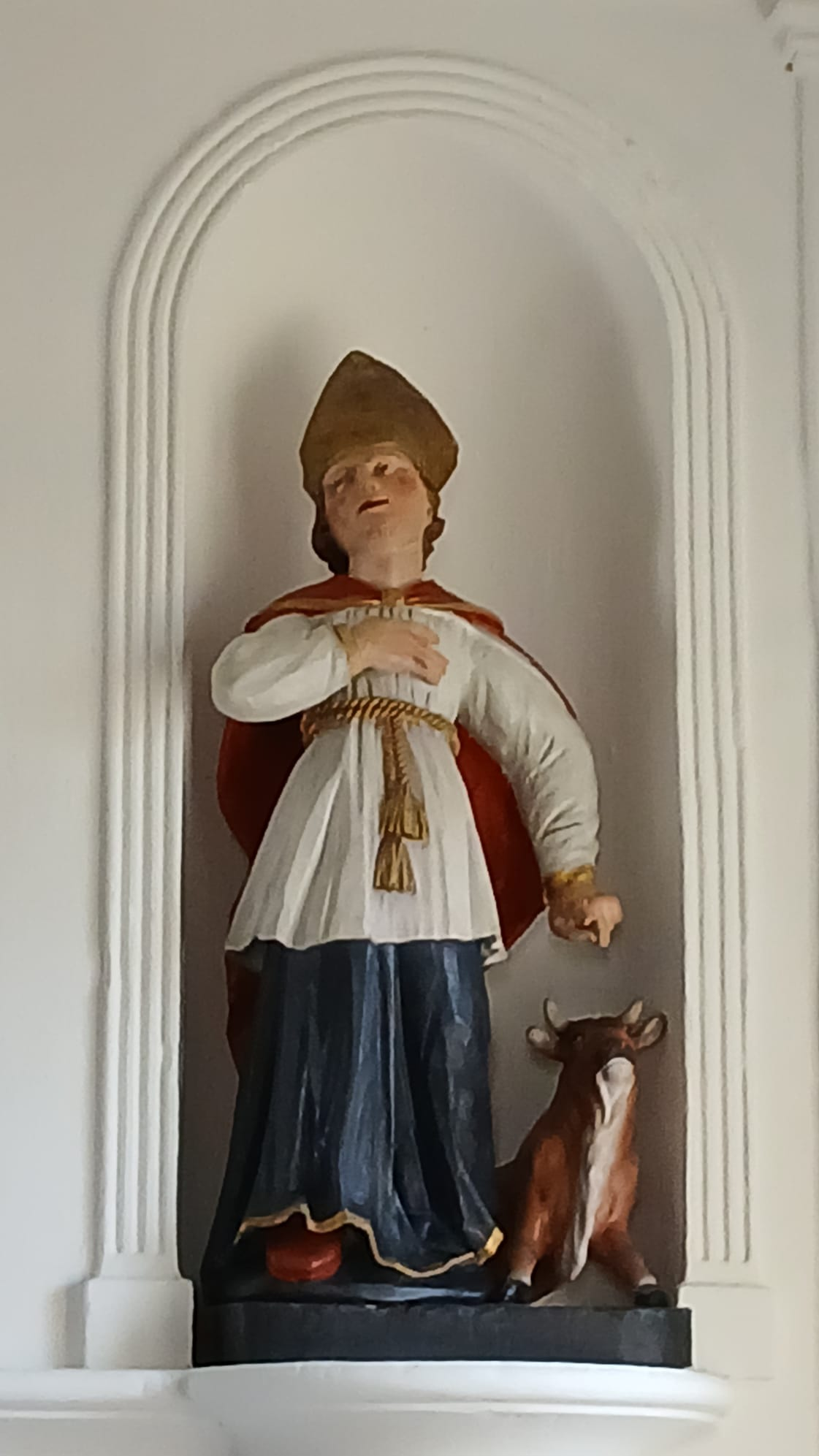
Saint Cornély, saint breton, protecteur du bétail vénéré dans le sud de la Bretagne.

Elles font l'objet d'une restauration en 2024 et 2025 par les ateliers Roumegoux sur préconisation du Conservateur du patrimoine de Nantes.

## Dévotion

### Guérisons
Avant l'arrivée de la médecine moderne, les habitants des villages ont longtemps pratiqué une forme rudimentaire d’hydrothérapie en fréquentant, individuellement ou collectivement lors de processions, des fontaines dites « guérisseuses » placée sous la protection d'un saint. Une fontaines à dévotion fait face à la chapelle. Vouée à saint Clair, elle a la réputation de pouvoir rendre la vue aux aveugles par friction de son eau sur les yeux. Il ne s'agit pas d'une fontaine à proprement parler mais d'un puits paré d'un ouvrage maçonné.

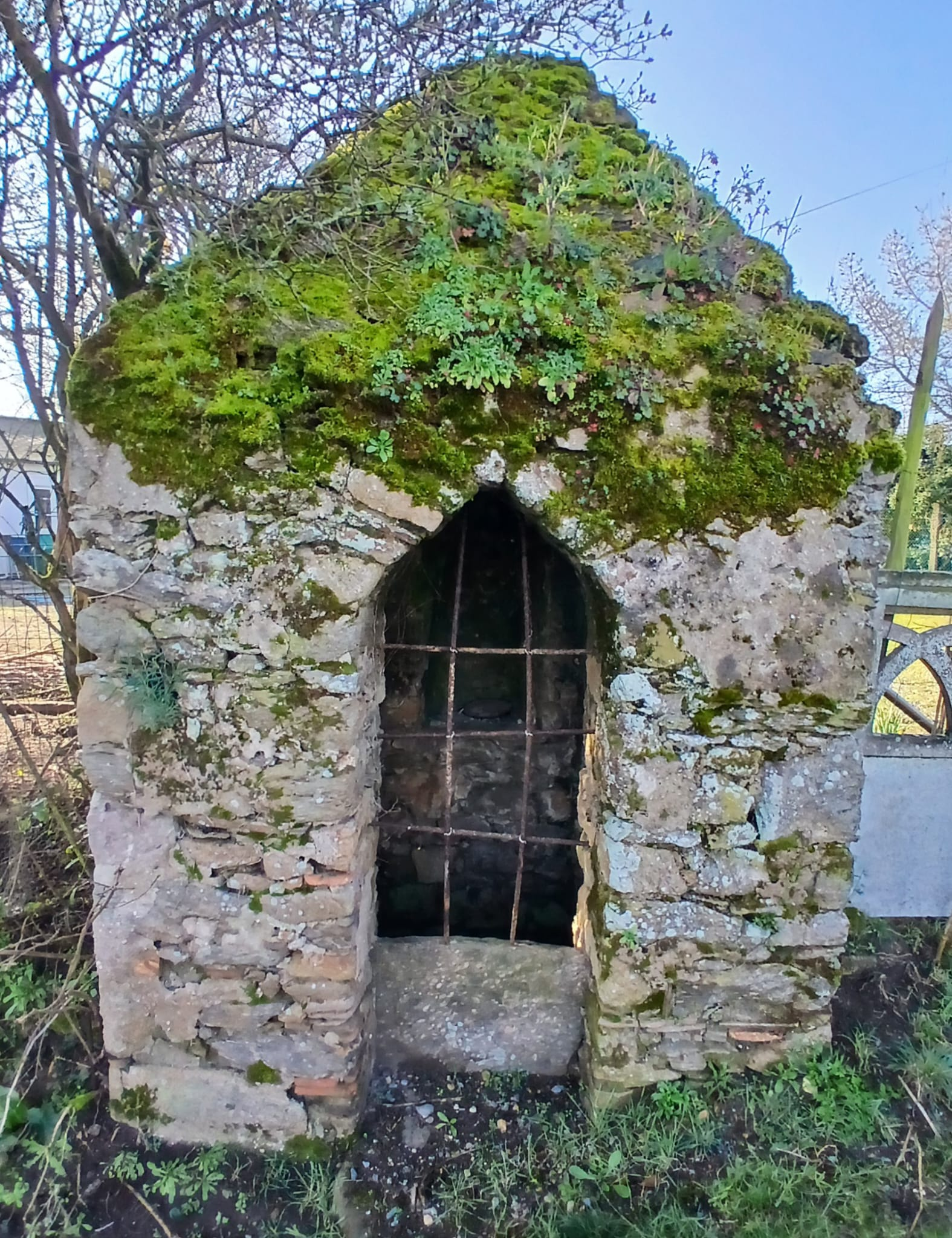
Fontaine Saint-Clair.

### Guerres mondiales
La mobilisation de 1914 voit le départ vers le front de dizaines  de jeunes hommes de Donges. Deux des administrateurs de la chapelle, Jean-Marie Guigand, de l’Oisillière (1880 † 1916) et Théophile Evein, de l’Auviais (1879 † 1961), sont mobilisés. La chapelle connaît à ce moment un regain de ferveur, comme l'atteste le décuplement de la consommation de cierges constaté dans les carnets de compte.
L'impact de Seconde Guerre mondiale est différent : le conflit fait moins de victimes militaires parmi les Dongeois. En revanche, ceux-ci sont faits prisonniers à l'issue de la bataille de France en mai et juin 1940. Du côté des civils, les bombardements alliés, notamment ceux des 24 et 25 juillet 1944 visant les infrastructures portuaires et les deux raffineries, font trente-huit victimes et anéantissent le centre-bourg, dont l'église paroissiale. Pendant deux mois, la chapelle de Bonne-Nouvelle est sommairement agrandie et remplace l'église paroissiale, le temps qu'une église provisoire soit bâtie et ouverte au culte le 24 septembre 1944. Après le débarquement des Alliés en Normandie et en Provence, la commune de Donges se retrouve prisonnière de la poche de Saint-Nazaire, et ne sera libérée que le 11 mai 1945.

### Pèlerinage
Un pèlerinage paroissial à Notre-Dame de Bonne-Nouvelle a lieu depuis le 26 août 1945. Il est créé sur l'initiative du curé de l'époque, l'abbé Auguste Morgat (1905 † 1984), en remerciement (action de grâce) pour le retour dans sa paroisse des prisonniers de guerre ayant survécu au conflit, conformément au vœu qu'il avait formulé à la Vierge Marie. 
A cette occasion la statue de la Vierge est descendue de sa niche dans la chapelle, et portée en procession par les prisonniers de guerre jusqu'à une prairie où une messe est célébrée. Par la suite, la date du pèlerinage est fixée chaque année le 15 août, jour de l'Assomption de la Vierge Marie, .

### Après-guerre
La chapelle est restaurée au cours des années 1950, aux frais des habitants d’Assac. En 1953, le petit clocher d’ardoises, qui tombait de vétusté, est volontairement remplacé par un clocher beaucoup plus haut, lui-même surmonté d’une croix métallique de grande dimension.
Jusqu’à la fin des années 1970, des habitants d’Assac s’y réunissent tous les soirs du mois de mai pour les prières du « Mois de Marie ». Jusqu’à la même époque, le clergé paroissial y célèbre régulièrement la messe, le jour de la Sainte-Anne (26 juillet), et le troisième jour des rogations.

## Fait divers

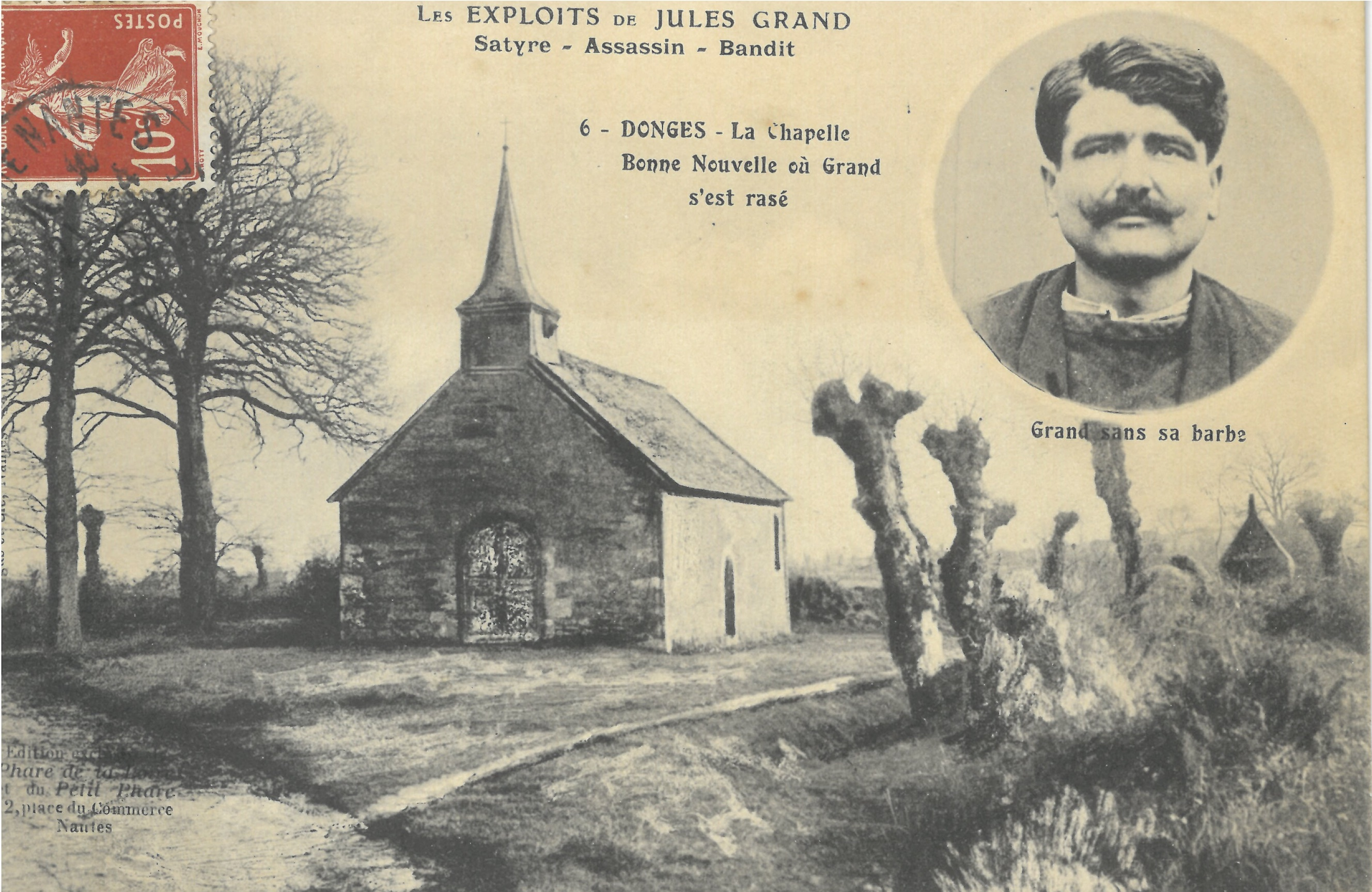
Carte postale de 1910 représentant la chapelle de Bonne-Nouvelle, et à droite la fontaine Saint-Clair. Carte extraite d'une série consacrée au criminel Jules Grand.

Le 6 janvier 1910, un tueur en série en cavale, Jules Grand, dit « Enrici », pénètre dans la chapelle. Il fracture les troncs et le tabernacle, et se rase sur l'autel. Dérangé par la gardienne des lieux, Pauline Evain, âgée de 21 ans, entrée dans la chapelle, il s’enfuit, emportant le calice, mais abandonnant une bicyclette volée à la gare du Pintré à Saint-Joachim. Le calice est retrouvé quelques jours plus tard dans les broussailles d’un fossé, non brisé mais fortement endommagé. L’on raconte que c’est un chien qui l'a retrouvé et qui l'a ramené à son maître. Ce sacrilège cause un vif émoi dans la paroisse.
Activement recherché, accusé de multiples crimes et délits, dont le viol et l’assassinat au Pouliguen de la jeune Clémentine Foucher, une bergère de 15 ans, Grand  est finalement arrêté le 14 janvier 1910 dans un café de la Garnache en Vendée. Condamné à mort par la Cour d'assises de Loire-Inférieure, il voit son recours en grâce rejeté par le président de la République française Armand Fallières. Il est guillotiné à Nantes le 25 mars 1911.